# غونن
غونن هي بلدة وقضاء في محافظة بالق أسير التركية، وتقع عند الجزء الجنوبي من بحر مرمرة. غالباً ما تعرف البلدة لينابيعها الساخنة العلاجية وتجهيز الجلود وإنتاج الأرز.

## أعلام
- عمر سيف الدين حتيقوه
- مصطفى كمال أوزون